# Kunstindeks Danmark
Kunstindeks Danmark is de centrale databank over kunstenaars en kunstwerken in de Deense nationale musea en door de overheid erkende musea. 
Het register bevat informatie over ruim 101.000 werken van zowel Deense als niet-Deense kunstenaars. Hiervan zijn circa 34.000 werken voorzien van een foto (2010). Het register werd in 1985 opgericht door het Statens Museum for Kunst. Sinds 2002 wordt het beheerd door Kulturarvsstyrelsen, de Deense dienst voor het cultureel erfgoed. 
De verantwoordelijkheid voor de juistheid van de informatie in de databank ligt bij de musea zelf. Zij leveren de gegevens door deze direct in te voeren via het systeem Regin, of door het exporteren van gegevens uit de eigen databases. 
Doel van de databank is om de musea een overzicht te verschaffen van de in Deense musea aanwezige kunstwerken, zodat ze daar hun aanschafbeleid op kunnen afstemmen. Daarnaast is de index een dienstverlening aan het publiek dat wil weten wat er in de musea te zien is.
De Kunstindeks Danmark bevat ook een onlineversie van Weilbachs Kunstnerleksikon.